# Џејмстаун (Калифорнија)
Џејмстаун (енгл. Jamestown) насељено је место без административног статуса у америчкој савезној држави Калифорнија.

## Демографија
По попису из 2010. године број становника је 3.433, што је 416 (13,8%) становника више него 2000. године.
| Група             | 2000.         | 2010.         |
| Белци             | 2.575 (85,3%) | 2.675 (77,9%) |
| Афроамериканци    | 3 (0,1%)      | 20 (0,6%)     |
| Азијати           | 36 (1,2%)     | 27 (0,8%)     |
| Хиспаноамериканци | 286 (9,5%)    | 511 (14,9%)   |
| Укупно            | 3.017         | 3.433         |